# 絆愛
絆愛（日语：キズナアイ）是一位於2016年11月29日開始活動的日本虚拟YouTuber和音乐艺术家，所屬事務所為Kizuna AI株式会社，經營有YouTube頻道「A.I.Channel」和「A.I.Games」。她是公認的第一個虛擬YouTuber。她的角色設定為人工智能（AI），與其名字中的「愛」（羅馬拼音也是AI）相對應。

## 角色概述
絆愛的角色形象由森倉圓設計，三維模型由Tomitake製作，Tda負責模型製作監督，幕后劇情編輯等人的真实身分现仍不明。影片被推測是由免費軟體MikuMikuDance（簡稱MMD）製作，並透過技術捕捉表情與動作，之後由聲優春日望為角色献声。影片的内容形式與其他真人YouTuber相似，包括主持討論、答覆問題、遊戲實況等。絆愛在影片中的聲音以日語為主，不過頻道中也提供有粉絲協助翻譯的多國語言字幕。
絆愛當前先後設有官方網站、Twitter、新浪微博和Instagram帳號以及哔哩哔哩账号其頻道營運模式倾向于技術展示與粉絲經營。曾在2017年度的AnimeJapan展臺表演，也開始推動與遊戲公司間的合作。隨著絆愛逐漸受到網際網路社群關注與歡迎，許多粉絲以此主題進行二次創作，或用MikuMikuDance製作音樂影片。一些評論認為這類型的影片製作模式將會在YouTuber市場開創新潮流。

### 開發人員
絆愛是完全由軟體建立的線上虛擬角色，幕后創作者身分並未公開，影片的動畫創作者、劇情編輯、配音演员、遊戲玩家都未被確認。不過由於影片具一定製作水準，包括人物設計、多點鏡位剪輯、動態處理等皆非業餘愛好者作品的程度，「A.I.Channel」被認為是經過製作團隊企劃而成，而選擇保密的舉動則是避免影響虛擬偶像的概念。不過這也引起有關經營成員和角色技術的推測，Reddit上便曾推測該YouTube人物是由「Project AI」公司製作。
在目前已知的團隊成員中，參與虛擬YouTuber角色設定者都是著名人士。當中由角色原案森倉圓負責絆愛的人物設計，Tomitake負責三維模型製作，而Tda則是模型製作監督。負責原型設計的森倉圓是著名繪師，以專門創造可愛的女生形象聞名。Tomitake通常能製作出優秀的模型作品，MikuMikuDance領域專家Tda也有長期製作三維模型的經驗，並以發表Tda氏初音未來Append模組聞名。
作為「A.I.Channel」影片中的三維虛擬少女偶像，絆愛因為其女性聲音存在魅力及可愛等特性，有時被視為是由專業人士配音。不過配音者的身分等訊息未曾明確公開，有部分网民推测，绊爱的初代配音员可能为女性声优春日望。官方觀點則長期表示並沒有人擔任配音員，且沒有公開相關訊息的計畫。一些推測認為從聲音與動作同步的程度，判斷聲音和動作部分可能都是由同一人提供。另外也有絆愛只是隱蔽人士依自己夢想製作的人物、或是一名害怕露臉的女孩的交流形象，甚至確實是文部科学省經營的超級人工智慧等猜想。直到2020年4月，在支援绊爱活动的公司“Kizuna AI株式会社”宣布创立的公告中，官方首次确认春日望自2016年秋季起就在为绊爱配音。

### 人物形象
在人物設定中，絆愛已得知自己是虛擬角色，稱自己是獨立的人工智慧，因此否認中之人的存在。虛擬實況主的概念是由虛擬YouTuber絆愛所創立，因此絆愛是公認的第一個「虛擬YouTube使用者」。其中絆愛希望透過YouTube接觸觀眾，發展成能夠獲得廣告邀請的YouTuber，甚至超越初音未來。在人物目標部分，絆愛希望調解人工智慧、虛擬實境等尖端技術與人們之間的衝突，特別是在技術發展引起人們产生各種擔憂時思考技術與人們共存的方式。
絆愛在首部介紹影片中稱自己為「Kizuna AI」，其中「Kizuna」對應日語姓名「絆」，而「AI」對應日語姓名「愛」。她是位具有萌元素、年輕漂亮的二次元動漫少女，以此吸引許多YouTube使用者。从外貌来看，絆愛大約16歲，生日是6月30日，身高156公分、體重約46公斤，三圍分別是B85、W59及H83。個性活潑，有著甜美嗓音與獨特的說話方式。
絆愛的外觀形象採取粉色系風格，她有著滑順的長髮，且搭配具未來感的粉紅色漸層染髮。在她頭上，則是綁著會晃動的粉紅色蝴蝶結髮箍；髮箍對應名稱中的「愛」字，因此設計成雙葉的心形樣貌。絆愛的白色無袖上衣同樣帶有未來感元素，上衣設計成會稍微露出腰部，並有縮減衣服腰身的設計，胸口部分則刺繡著「AI」的「A」字。手臂袖套和膝上襪襪口有蕾絲裝飾，膝上襪則與短褲組成絕對領域。
而在接受PANORA代表廣田稔採訪時，絆愛則是於影片中提到有在關注女子偶像團體日向坂46、櫸坂46和乃木坂46，並喜歡偶像像自己一樣朝著夢想前進，她還表示自己喜歡平手友梨奈、渡邊理佐、渡邊梨加、志田愛佳、今泉佑唯、守屋茜等人。另外在人物設定中，也提到她喜歡在虛擬空間中花費時間玩遊戲。

### 使用技術
絆愛雖然在影片中稱呼自己是人工智慧（AI），但大部分意見都否定此說法。當前絆愛能夠從事虛擬現場直播的運作原理，主要被認為是仰賴免費軟體MikuMikuDance；其中製作團隊在設計出三維人物模型後，經由人工方式控制三維彩現模型做出動作，接著經由聲優配音製作成節目的動畫影片。過去MikuMikuDance便經常用於VOCALOID流行音樂的動畫中，能夠讓使用者導入和控制初音未來等虛擬人物的三維模型。
另一方面，廣田稔及部分網友認為絆愛的角色表情與眼睛變化，是透過FaceRig之類的人臉識別軟體檢測面部表情。FaceRig結合Live2D的技術很早便存在，廣田稔認為絆愛則是將該技術轉向三維模型，同樣是將表情反映在虛擬實境模型上，從而隱藏創作者的身分。同時其動作也被認為是開發人員透過全方面的動作捕捉技術，在取得真人動作的資料後，將這些資料結合角色在虛擬實境中的行動。這兩者讓絆愛的表情與動作能夠接近真實人物，且讓影片能夠有類似其他女性YouTuber實況影片的表現。

## 活動

### 頻道歷程
不同於初音未來等角色的主要重心在於音樂表演，絆愛的設定目標是發展成為虛擬YouTuber，因此主要是在自己的YouTube頻道上發表影片。2016年10月18日，絆愛在YouTube上主持的影片分享頻道「A.I.Channel」正式開設，並從女主角開始發想及製作一系列帶有惡搞和認真元素的影片。這些影片設定成能夠跨越虛擬和現實界線，也曾經提及有關從事節目廣播、虛擬實境等活動規劃。製作團隊也希望能藉此鼓勵觀眾接觸到最新的程式設計與技術體驗，甚至讓其他使用者在虛擬實境空間與絆愛直接互動。
「A.I.Channel」頻道在11月29日上傳首部影片，並在12月1日上傳正式的系列動畫。爾後該頻道每隔數天定期上傳YouTube影片，被視為活躍的使用者之一。絆愛也被認為是世界上首個虛擬YouTuber，由於其並非真實人物、具有可愛外貌、個性有趣及個人魅力等因素，絆愛作為YouTuber的知名度及頻道訂閱數不斷增加，成為網際網路上新興熱門的YouTuber，更成為日本著名的YouTube使用者頻道之一。而除了在原先的發源地日本網際網路社群獲得關注外，也逐漸在世界各地廣泛獲得歡迎。
不過在2017年1月時，絆愛於影片中，開玩笑地提到自己的衣服使用全息投影技術，因此技術上是不斷維持全身裸體的狀態。但由於YouTube藉由影片中的「全裸」字詞而判定該影片是違規內容，這讓「A.I.Channel」的頻道帳號遭到YouTube停止權限，相關內容因而轉往niconico動畫發表。在帳號被停用數個星期後，YouTube直到2月才解除頻道封鎖，並在2月6日發表復活宣言。不過這也讓絆愛的名聲更為廣泛，訂閱人數在2月25日突破10萬人。
截至2017年3月，絆愛的頻道已經上傳超過60部视频，訂閱人數也增長至20萬人，並有超過500多萬条評論。3月31日，絆愛還以虛擬遊戲玩家的身份，另外開設專門提供遊玩遊戲動畫的頻道「A.I.Games」。不過在4月17日，「A.I.Games」帳號再度因為不明原因而被停權，不過在1天時間內便恢復權限。2018年1月根據問卷調查，決定了粉絲團名為Kizuner（キズナー）。2018年5月31日，加入Upd8企劃。2018年7月15日，「A.I.Channel」頻道訂閱人數超過200萬人。
2019年6月30日絆愛官方进驻哔哩哔哩，接管原搬运絆愛视频的字幕组，并且在当天的生日会上推出了具有中国风的并且安装了中文语音包的絆愛。生日会上中文絆愛与絆愛同台演唱歌曲。中国绊爱在Youtube以及哔哩哔哩平台与日本爱分设频道，中国爱在与ac娘的联动视频中表示他将要在acfun开设频道。
2020年5月，絆愛（以及Love醬和Aipii）離開Upd8企劃，移籍至新成立的Kizuna AI株式会社。
2021年12月4日，Kizuna AI株式會社宣佈絆愛將在2022年2月26日的演唱會「Kizuna AI The Last Live hello, world 2022”」之後無限期中止活動。2021年12月7日，「A.I.Channel」頻道訂閱人數突破300萬人。
2022年2月26日，發起活動休止前最後一場演唱會「Kizuna AI The Last Live hello, world 2022”」的眾籌，僅用了3分鐘便達成目標金額300萬日圓。
2024年12月1日，「A.I.Channel」發佈一部影片，影片結尾出現倒數計時並指向2025年2月26日。
2025年2月26日，官方發布了全新音樂MV〈也許吧〉。隨後公開的影片中，同步揭露了全新的 Kizuna AI 形象，並正式宣告回歸，表示未來將以音樂活動為重心，並預告今年將發行專輯。

#### 影片內容
類似許多擔任主播的正常YouTuber，絆愛在YouTube頻道中擔任虛擬主播，製作並上傳各種類型的獨創娛樂影片，藉此吸引網友訂閱頻道。影片包含許多影像網誌常見的內容，而個性上設定成極為活潑的絆愛，也會從事其他普通YouTuber曾經做過的有趣行為。這些影片的風格大多呈現幽默及可愛的氛圍，並且透過科技方法讓角色能夠流暢活動；偶爾影片還會增添比較具有想像元素或漫畫元素的內容，不過有時也會因為程式漏洞，使得絆愛做出不自然的動作。
這些影片平均長度約10分鐘，內容涉及各种類型題材，包括自我介紹、閒聊或分享生活故事、答覆問題或要求、主持各種熱門主題的討論、接受採訪、談論日常生活或活動、遊戲實況紀錄、跳舞、嘗試各種奇怪挑戰或時下流行話題、隨興塗鴉等，她也曾經討論過人工智慧、虛擬實境、維基百科、個別遊戲、自身喜歡的事物等，甚至還曾提及想要以金錢購買朋友、自己想要擁有的傢俱等，或是在影片中安排挑戰日本漢字能力檢定、體能檢定、碳酸浴等。

#### 遊戲實況
儘管並非真實人物，絆愛製作的YouTube實況影片亦包括公開遊玩電子遊戲。作為一名遊戲實況主播的虛擬偶像，絆愛的操作技巧略顯笨拙。不過她也會如同其他遊戲主播般，對感到興趣的遊戲內容做出類似真人的評論和反應。而其播放次數最高且最受歡迎的影片，便是絆愛遊玩著名獨立遊戲《Inside》體驗版的實況暨影片。在影片當中，絆愛便對於遊戲部分情節感到驚訝，這部影片播放次數更達到64萬人。
透過全方位動作捕捉技術，部分遊戲實況影片則是遊玩擴增實境、虛擬實境等相關遊戲，從而形成三維動漫形象人物控制遊戲三維角色的情況。其中絆愛曾經遊玩過的虛擬實境遊戲，包括極限運動遊戲《攀爬》、第一人稱射擊遊戲《Superhot》、繪圖軟體《Tilt Brush》等。另一方面，絆愛也曾經在《Quick, Draw!》中嘗試以繪圖方式表達英語單字，或是透過Google地圖安排虛擬的東京遊玩行程，或是與蘋果公司iPhone助理軟體Siri等人工智慧對話。

### 語音字幕
絆愛在YouTube上的所有影片語音都是日語，這讓部分人難以理解影片的具體內容，也因此最早僅有日本網路使用者知悉該角色。隨後該YouTube頻道開始為大部分影片翻譯字幕，據說英語字幕便是由同時理解英語和日語的粉絲貢獻。而透過熱心的粉絲協助翻譯，使得頻道最終能夠為各式內容提供數種語言字幕，這包括有日語、英語、西班牙語、印尼語、韓國語、德語、葡萄牙語、義大利語、土耳其語、越南語、法語、中文等。
此舉有利於觀眾對影片評論的理解，讓日本以外的YouTube使用者和觀眾大量增加，也加強角色在西方世界的能見度。例如在2017年3月時，首部介紹影片觀看人次便達到24萬人。在影片的評論語言部分，韓國語和英語則是佔了相當的比例。

### 其他活動
除了YouTube頻道和官方網站外，絆愛還另外為粉絲開設Twitter和Instagram帳號，有時也會舉辦期間限定的活動。但儘管其角色定位為虛擬YouTuber、且粉絲數量迅速成長，不過YouTube的營運模式仍比較接近技術展示與粉絲經營，也從並未真正完成實況轉播但是后来进行了多次直播。尽管在网络上大多獲得可愛的評價，但是絆愛還是經常表示自己缺乏資金，該頻道也被視為尚未有穩定的獲利模式。
2017年1月中旬，絆愛作為虛擬YouTube使用者，尽管當時YouTube頻道「A.I.Channel」遭到停權，仍接受虛擬實境專題網站PANORA的代表廣田稔采访，隨後采访视频被分成4部分发布。在2017年3月25日和3月26日，絆愛於2017年度的AnimeJapan展臺上現場表演，並成能夠與粉絲直接交談。同年4月，Asobimo公司為智慧手機製作的大型多人線上角色扮演遊戲《艾瓦貝爾聖境 －絆之塔－》宣布與「A.I.Channel」合作，營運團隊計畫在新開設的「A.I.Games」直接播出絆愛遊戲過程，定期發表《艾瓦貝爾聖境 －絆之塔－》的實況影片，而絆愛也會直接出現在遊戲中，之後也陸續有推薦影片出現。
另一方面，絆愛也曾經在YouTube宣布以她為主角的戀愛遊戲正在開發製作，而她也親自試玩Beta階段的遊戲內容。該遊戲作為日系文字冒險遊戲，其目標為讓玩家攻略絆愛。雖然絆愛表示遊戲即將發售，但因為未公布遊戲平臺及製作水準，使得遊戲被認定不會真正發布。影片說明也註明僅是愚人節玩笑。
絆愛也擔任过動畫聲優，2018年4月開播的動畫魔法少女網站中網站管理人·捌由絆愛負責配音。
2018年11月2日與WonderPlanet旗下智慧型手機遊戲Crash Fever合作活動開始。
2022年2月26日的演唱會「Kizuna AI The Last Live hello, world 2022”」上宣布了絆愛的動畫企劃。2022年11月11日，宣布電視動畫《絆之Allele》（絆のアリル）將於2023年播放。

### 活動列表
2017年
- 2017 AnimeJapan
- Tokyo Game Show 2017
- M.Y.Comic動漫遊戯節
- 爱奇艺FUN盛典

2018年
- 2018台湾漫畫博覽會 日本館大使
- TOKYO GIRLS COLLECTION
- BILIBILI WORLD 2018
- C3AFA Jakarta 2018
- YouTube FanFest 2018
- WEIBO Account Festival in Japan 2018

2019年
- Slush Tokyo 2019（2月23日）[76]
- BILIBILI MACRO LINK VISUAL RELEASE 2019（7月19日）[77]
- SUMMER SONIC 2019（8月19日）[78]
- DIVE XR FESTIVAL（9月22日）[79]
- J-WAVE INNNOVATION WORLD FESTA 2019（9月28日[80]）
- 第3回 桃色歌合戰（12月31日）[81]

2020年
- 超人女子戦士 ガリベンガーV ヒロイン危機一髪！筋肉&妖怪大進撃！！（3月1日）[82]無観眾直播[83]
- 以心伝心-BorderlessLive5G-（3月21日、日中同時VR音楽演唱會）[84]無観眾演唱會直播
- Porter Robinson's Secret Sky.（5月9日）
- 花譜 2nd ONE-MAN LIVE「不可解弐Q1」（10月10日）嘉賓
- Bilibili Macro Link VR 2020（12月19日、bilibili）[85]
- 第4回 桃色歌合戰（12月31日）

2021年
- VTuber Fes Japan 2021（DAY1 1月30日、川口綜合文化中心）[86]
- 日清食品 POWER STATION [REBOOT]「AI LOVE SAKU LIVE」（2月14日）[87]
- ガリベンガーV大感謝祭VTuberぜんぶ推しSP
- SANRIO Virtual Fes in Sanrio Puroland（DAY2 12月12日）[88]
- ATOM TOKYO（12月25日）[89]
- Virtual Music Award 2021（12月29日、TACHIKAWA STAGE GARDEN）[90]

2022年
- ガリベンガーV 超感謝祭～英二と君と僕の未来～（夜 2月20日、豊洲PIT）

## 影響

### 人物評論
絆愛的出现使虚拟YouTuber群体得以崭露头角。由於她在影片中表现出甜美、活潑和萌的形象，受到日本、韓國等地观众的廣泛歡迎，更被粉絲暱稱為「愛醬」。角色設定也被視為具革命性的概念，如果按这种趨勢發展，可能引领出虛擬實境、虛擬YouTube使用者乃至於直播界的新興潮流。
其中有鑑於初音未來等二次元虛擬人物的紀錄，及二次元受眾廣泛等因素，使得絆愛作為YouTube主播的想法被看好，甚至被認為可能對當前直播市場造成影響。其中直播行業普遍要求不斷給觀眾相當特別的直播內容，而二次元直播內容便可以視為一種嘗試。另外在原本的YouTube市場中，虛擬直播可以讓因為某些原因不能在鏡頭露臉者有所表現外，亦能透過精美的人物設計彌補現實人物的不足，或是讓團隊同時建立多個人物。
Tubefilter作者山姆·居泰勒（Sam Gutelle）認為這樣的角色現在雖然被視為怪物，往後將會變得更加普遍。The Verge專欄作者瑞奇·麥考密克（Rich McCormick）則認為絆愛不同於其他創作者，不需要設定嚴格的吃飯、睡覺時間表，因此在理論上能夠任意遊玩遊戲，這為頻道提供更多靈活性，甚至這類影片可能將會是YouTube的未來。英國廣播公司則認為其最大的優點在於不像其他YouTuber，絆愛的外貌形象永遠不會衰老，而相關發展仍然在剛開始的階段。

### 同人活動
2016年12月25日，官方網站為了響應聖誕節計畫，決定將MikuMikuDance三維模型免費提供下載修改，讓有興趣的粉丝可以自行製作同人作品。該模型除了能夠應用在MikuMikuDance、Unity、虛幻引擎等環境外，開發人員還考慮到虛擬實境中的使用，對三維模型有所調整。儘管該虛擬模型允許在影片或遊戲中使用，但模組使用規範提及在商業使用前必須先行聯繫，也禁止藉由該模型創建其他模組，或在種族或政治等不當場合使用。
許多粉絲也以自己的方式表達對絆愛的喜愛，亦有部分網友的二次創作作品會被重新在官方Twitter與Instagram發表。在YouTube上也有許多以「Kizuna Ai」、「絆愛」為名的頻道，不過只有官方的「A.I.Channel」才具備多國字幕；也有網友將影片重新上傳至bilibili並提供翻譯。除了原本的影片外，也陸續出現了跳舞音樂影片。

### 殊榮
- 第十七届日本创新奖-日经交叉趋势奖。[93]
- 觀光廳紐約訪日促進大使
- Twitter流行奖
- 年度18最佳数字内容/第24届AMD奖-卓越奖。[94][95]
- G1 Media Award 2019特别奖。（2019年6月16日[96]）
- 2019年度日本人物奖-评选委员会特别奖。[97]
- 被世界尊敬的100名日本人。（2019年4月[98]）
- 被任命为秋叶原虚拟旅游大使。（2019年4月[99]）
- 在东京车展上被任命为虚拟导航员。（2019年10月17日[100]）
- 被任命为Pocky＆Pretz大使。（2019年10月22日[101]）
- DIME趋势奖2019娱乐奖。（2019年11月13日[102]）
- JRA日本賽馬協會虚拟大使
- 東京漫展2020 虚拟导航员就任（2020年12月4-6日[103]）
- 「SIXTY60」にキズナアイが選出されました
- 星出宇宙飛行士交信活動応援大使
- 大正大学虛擬校長就任[104]
- The Beauty Week Awards 2021 受賞[105]

## 出演作品

### 电视动画
- 魔法少女网站（2018年） 聲演 网站管理员·捌
- INGRESS THE ANIMATION（2018年） 聲演 絆愛、新闻播报员
- META RUNNER Season 2（2020年、澳洲動畫）[106]
- 絆之Allele（2023年） 聲演 絆愛[107]

### 電視節目

#### 主持節目
- （2018年4月6日 - 6月22日、BS日本）。
- （2018年7月26日 - 9月27日、BS日本）。
- （2018年10月26日 - 2019年3月22日、BS日本）。
- （2019年4月26日 - 9月27日、BS日本）。
- （2019年10月18日 - 2020年9月25日、BS日本）。

#### 直播節目
- （2018年12月1日、BS日本）。
- （2019年12月1日、BS日本）。
- （2019年12月1日、BS日本）。

#### 參加節目
※為客串
2018年
- （7月15日、TBS系列）[108]
- （12月1日、日本電視台）
- ※（12月23日、朝日電視台）當題目。

2019年
- （1月2日、NHK綜合）嘉賓[109]
- news zero（2019年1月11日、NNN）[110]
- （4月19日、日本電視台）[111]
- ZIP!（4月26日、日本電視台）[112]
- （4月26日、日本電視台）[112]
- （4月26日）[112]
- （5月5日、日本電視台）
- （8月19日、日本電視台）
- （9月1日、BS日本）
- （11月10日、テレビ朝日[113]）
- 第3回 桃色歌合戰（12月31日、BS日本・日本放送・AbemaTV等）

2020年
- NHK虛擬紅白歌合戰（日语：NHKバーチャル紅白歌合戦）（1月1日、NHK綜合）[114]
- （7月7日、中京電視台）[115]
- （7月28日、BS日本）[116]
- （7月30日、日本電視台）[117]
- （8月12日、BSスカパー）
- （8月14日、NHK綜合）[118]
- ※（11月2日、富士電視台）當題目
- ※「NiziU」
- （12月17日、東京電視台）
- 第4回 桃色歌合戰（12月31日、BS日本・日本放送・AbemaTV等）

2021年
- ※（2月22日、TBS）
- ※（3月5日、日本電視台）
- （7月8日、富士電視台）
- （8月22日、富士電視台）旁白

2022年
- （1月1日、富士電視台）
- プロジェクトV（2月23日、日本電視台）旁白

### 網路節目
- Count0（2018年12月31日）
- VMZ（2019年12月27日 - 2020年12月27日、YouTube A.I.Channel）節目主持，全6回+特別篇
- （2020年7月19日、文化放送インターネットラジオ「超！A&G+」）
- 2021明治安田生命J LEAGUE開幕FESTIVAL（2021年2月26日）
- CONTACT YOU presented by DJ Kizuna AI Vol.1（2021年3月28日、Twitch）
- CONTACT YOU presented by DJ Kizuna AI Vol.2（2021年5月16日、YouTube・Twitch・Bilibili・TikTok LIVE）
- Meet You presented by DJ Kizuna AI（2021年11月26日、YouTube・Twitch・Bilibili）

### 廣播
- YuNi（2020年3月25日、YouTube yuni Channel）第11回嘉賓
- TOKYO NIGHT PARK（2020年8月11日28日、放送局J-WAVE）
- 802 Palette（2020年9月26日、大阪のラジオ局 FM802）
- GENZ(ジェネジー)（2020年12月23日、ZIP-FM77.8）
- MusicVket 2
- クリエイターズ・スタジオ with ボカコレ【木曜日】（2021年7月16日）

### 遊戲
2017年
- （只限日本版）
- （只限日本版）
- 蒼藍境界
- （只限日本版）

2018年
- 八月的棒球甜心（只限日本版）
- 白猫tennis（只限日本版）
- （只限日本版）
- （只限日本版）
- （只限日本版）
- Crash Fever（只限日本版）
- （只限日本版）

2019年
- （只限日本版）
- （只限日本版）
- 一零計劃
- 碧蓝航线
- 太鼓達人
- WACCA
- （只限日本版）
- Groove Coaster（只限日本版）

2020年
- VGAME（只限日本版）
- Cytus II
- 第七史詩
- VVV戰機少女 DLC
- Kizuna AI – Touch the Beat!
- DanceDanceRevolution A

2021年
- Fall Guys: Ultimate Knockout
- 模型少女AWAKE（フィギュアストーリー）
- 翌日（日语：日常侵食リアルホラーつぐのひ） - 愛的亡者哭聲（つぐのひ - アイの亡き声）
- 機動都市X（机动都市阿尔法）[119]
- DUEL DREAM

2022年
- 殺戮魅影（ファントム オブ キル）
- m HOLD'EM（エムホールデム）

## 關聯作品

### 書籍

#### 寫真集
- 絆愛 1st 寫真集 AI（2018年3月16日、ISBN 978-4-04-069841-0、KADOKAWA）[120]

#### 官方漫畫選集
- （2018年6月30日、ISBN 978-4-04-072735-6、KADOKAWA）[121]

## 音乐作品

### 单曲
| 发售日期       | 标题                                    | 規格     | 备注                                                      |
| -------------- | --------------------------------------- | -------- | --------------------------------------------------------- |
| 2018年7月15日  | Hello, Morning                          | 音乐配信 |                                                           |
| 2018年10月26日 | future base                             | 音乐配信 |                                                           |
| 2018年11月2日  | new world                               | 音乐配信 |                                                           |
| 2018年11月9日  | over the reality                        | 音乐配信 |                                                           |
| 2018年11月16日 | miracle step                            | 音乐配信 |                                                           |
| 2018年11月23日 | Hello, Morning（Pa's Lam System Remix） | 音乐配信 |                                                           |
| 2018年11月30日 | melty world                             | 音乐配信 |                                                           |
| 2018年12月7日  | hello, alone                            | 音乐配信 |                                                           |
| 2018年12月14日 | meet you                                | 音乐配信 |                                                           |
| 2018年12月21日 | mirai                                   | 音乐配信 |                                                           |
| 2019年3月22日  | AIAIAI（feat.中田康貴）                 | 音乐配信 | 電視動畫《VIRTUALSAN-LOOKING》片頭曲 PV觀看次數超過1000萬 |
| 2019年5月29日  | Say                                     | 音乐配信 | BOURBON「」廣告歌曲                                       |
| 2019年6月30日  | Sky High                                | 音乐配信 |                                                           |
| 2019年8月16日  | （cover）                               | 音乐配信 | 原唱为Kyary Pamyu Pamyu 日本華納音樂發行                  |
| 2020年12月16日 | Touch Me                                | 音乐配信 | Kizuna AI Inc.發行                                        |
| 2020年12月30日 | Hello World                             | 音乐配信 | Kizuna AI Inc.發行                                        |
| 2021年6月25日  | First Light                             | 音乐配信 | Kizuna AI Inc.發行                                        |

### CD單曲／黑膠唱片
| 序号 | 发售日期      | 标题                         | 標準產品編號                            | 发行人                | Oricon最高排名 | 备注                  |
| ---- | ------------- | ---------------------------- | --------------------------------------- | --------------------- | -------------- | --------------------- |
| 1st  | 2019年4月3日  | Precious Piece Cords of Love | VTCL-35298 初回限定盘 VTCL-35299 通常盘 | Flying DOG            | 98位           | LAIDBACKERS主題曲     |
| -    | 2019年4月13日 | Hello, Morning EP            | TYO12S1005 12inchピクチャー盤           | 東洋化成（TOYOKASEI） | -              | RECORD STORE DAY 限定 |

### 參加作品
| 发售日期       | 标题                                                | 収録專輯                       | 標準產品編號                                                          | 发行人                 | 協同合作                       | Oricon最高排名 | 备注                                                    |
| -------------- | --------------------------------------------------- | ------------------------------ | --------------------------------------------------------------------- | ---------------------- | ------------------------------ | -------------- | ------------------------------------------------------- |
| 2019年3月1日   | The Light                                           | W&W SPECIAL JAPAN EDITION      | ANTCD-A0000000235                                                     | avex EDM               | W&W ft. Kizuna AI              |                |                                                         |
| 2019年4月17日  |                                                     |                                | MRC-10002                                                             |                        | アーティスト Yunomi            | 263位          |                                                         |
| 2019年10月30日 | Fireburst                                           | NEW GENE,inspired from Phoenix | KICS-3862                                                             | EVIL LINE RECORDS      | TeddyLoid × Kizuna AI          | 89位           | 手塚治虫誕生90周年紀念『火之鳥』合輯                    |
| 2020年9月23日  | [ 註 7 ] [ 註 8 ]                                   |                                | KTR-017 AI editionKTR-018 KAF edition                                 | KAMITSUBAKI STUDIO     | Kizuna AI×KAF Single           |                | BOOTH限定                                               |
| 2020年10月28日 | HEART BEAT                                          | INSPIRE                        | SRCL-11500〜2 完全生産限定盤SRCL-11503〜4 初回限定盤SRCL-11505 通常盤 | Sony Music Labels Inc. |                                |                | 加藤米莉亞致敬专辑                                      |
| 2020年12月23日 |                                                     | AKIBA-POP И SCRIPTER           | GNCL-1329                                                             | NBC環球娛樂            |                                |                | MOSAIC.WAV致敬专辑                                      |
| 2021年5月21日  | RADIO LOVE HIGHWAYNotice (Moe Shop feat. Kizuna AI) | RADIO LOVE HIGHWAY             |                                                                       | Kizuna AI Inc.         | Kizuna AI & Moe Shop           |                | [ 133 ]                                                 |
| 2021年5月29日  | down 4 u                                            | parallel universe pt. 1        |                                                                       | Chosen People          | Alaina Castillo feat.Kizuna AI |                | 此外絆愛也參與Alaina Castillo的歌曲「wishlist」的MV演出 |
| 2021年11月27日 | Here for youMelty Dreaming GIRL, Melty Dreaming BOY | Here for you                   |                                                                       | Kizuna AI Inc.         | Kizuna AI & DÉ DÉ MOUSE        |                | [ 135 ]                                                 |
| 2022年2月18日  | never stop my beat                                  | never stop my beat             |                                                                       | TORii                  | DJ TORA, Kizuna AI             |                |                                                         |

### 演唱會
- A.I.Channel Fan Event2018（2018年5月30日）
- A.I. Party! 〜Birthday with U〜（2018年6月30日）[136] 韓台泰安莉美特包場直播
- 『Kizuna AI 1st Live 「hello, world」』（東京・2018年12月29日、大阪・12月30日）
- A.I. Party! 2019 ～ hello, how r u? ～（2019年6月30日）[137]
- A.I’ll meet you in 2019（通称：#あいみちゅ）（2019年12月1日）日本電視台大廈[138]
- EVERYDAY with U!（2020年6月29日、Mildom・Bilibili）[139]
- Kizuna AI 2nd Live "hello, world 2020"（2020年12月29日→2021年1月23日 線上演唱會[140]）因機材故障延期[141]
- Kizuna AI Virtual US Tour[142]
  - DAY1 “Virtual Live From LA”（日本時間2021年4月25日12:00）
  - DAY2 “Virtual Live From NY”（日本時間2021年5月30日10:00）
- Kizuna AI 5th Birthday Live “A.I.Party 2021”（2021年6月30日）Zepp Haneda[143]
- Kizuna AI Virtual Fireworks Concert（2021年9月25日）Oculus Venues[144]，10月23日YouTube再配信
- Kizuna AI The Last Live "hello, world 2022"（2022年2月26日）

## 语音库
#kzn（キズナ），正式名Kizuna AI Original Singeroid“#kzn”，是根据绊爱的声音开发的CeVIO AI歌唱语音库，是在绊爱停止活跃时作为支持粉丝的枢纽。#kzn昵称#kzn酱（キズナちゃん），身高140.4cm，生日2022年2月26日，属性是歌唱特化型AI。人物图像由森倉圓绘制，设计概念由Keigo Inoue（）担当，logo由YuutaONE（ゆうたONE）设计。
2022年8月8日，#kzn先行发售。

## 相關事件

### “四个绊爱”骚动
因绊爱的中之人涉嫌排挤而引发的相关事件，在中国大陆又称为绊爱中之人事件或绊爱事变。

#### 早期
2019年5月25日，绊爱在其YouTube频道上传了标题为“如果说有四个绊爱你会相信吗？”的影片，推出“四个绊爱”企划，并新增了三名中之人。新增的两个绊爱分别于6月8日、6月15日于Youtube登场；而第三个绊爱，针对中国市场的“中国绊爱”于6月30日的绊爱生日会上海分会场登场，后又于Bilibili账号开始活动。但此后有部分绊爱粉丝发现，最初的绊爱基本不再出现，引起一些粉丝怀疑最初的中之人被运营者隐秘替换。而在同年8月6日于Youtube更新的三个新影片中，其中一个视频出现两个绊爱模型作出阿嘿顏的表情，而另外两个视频分别是暗讽人设、刻意恶搞歌曲《Hello, Morning》，被粉丝认为是新增的两名中之人对最初的中之人的侮辱，引起大量日本粉丝纷纷在绊爱发布的视频下面发表评论抗议，事件传到中国大陆后又引起中国大陆粉丝强烈不满。而运营方Activ8之后对事件的处理的公告不但没有平息怒火，反而引起了粉丝更强烈的不满。一些中国大陆粉丝纷纷退订绊爱的bilibili官方频道，使得该频道的订阅数在2019年8月13日跌破90万。官方之后在Youtube、BiliBili等官方账号下进行各种公关处理，包括封鎖指责者，相关人员解释情况、发表道歉声明，来尝试平息事态。
而在Youtube上，运营于8月16日推出最初的绊爱进行“灭火”直播，但反而让大量粉丝发现初号“绊爱”已经被“架空”的事实。因此绊爱的Youtube账号遭到了大规模的抗议，日本粉丝在之后C96展会上大肆抵制官方绊爱周边，逼迫官方妥协。

#### 區分四個絆愛
2019年12月1日，绊爱三周年活动直播，正式区分二号机和三号机的形象。二號機給予水藍色的「#」頭飾，暱稱為Love醬（loveちゃん）；三號機給予黃色的「*」頭飾，暱稱為Aipii（あいぴー）。最终绊爱项目从upd8企划中分离，2020年4月24日Activ8設立子公司「Kizuna AI株式会社」，松本惠利子任社长，春日望任顾问。2020年5月8日，发布通知宣布第二个（Love醬）和第三个（Aipii）绊爱虚拟形象分开为独立运营项目，不再使用“绊爱”的名义，兩人一同轉移至新YouTube及Bilibili頻道（love-pii channel）並各自開設個人Twitter帳戶；至於第四个绊爱虚拟形象（中国绊爱，暱稱「爱哥」）维持现状，仍保持继续使用“绊爱”的名义，但运营公司為「哎咿多工作室」而非Kizuna AI株式会社。事件基本告一段落，絆愛頻道訂閱數亦止跌回升。

#### 後續
2020年6月10日，Love醬和Aipii公佈新造型剪影；6月13日，公佈新造型；6月15日，正式轉用新造型（Live2D）進行直播，新造型由古彌月設計。2020年8月17日，Kizuna AI株式会社宣佈Aipii將會在原創歌曲「初夏」（ういなつ）發表後停止活動；同年9月13日歌曲發表，之後Aipii正式停止活動。
2021年4月25日，Love醬在直播中公佈將會製作3D模型；5月9日，公佈3D模型製作過程；6月7日，3D模型正式披露。同年7月3日，Love醬宣佈因「系統維護」進入休眠狀態，直至12月4日因絆愛宣佈將會休眠而復甦，2022年1月29日正式恢復直播活動。

## 備註
1. ↑  第一部上傳的影片為（創建Twitter帳戶！），而（【自我介紹】初次見面！我是絆愛ლ(´ڡ`ლ)）則於2016年12月1日上傳。
2. ↑  於2020年5月11日正式成立，為Activ8株式会社的子公司
3. ↑  雖然在絆愛出道之前已經有類似的角色（例如2011年出道的Ami Yamato（英语：Ami Yamato）和2014年出道的艾琳），但是「虛擬YouTuber」的概念是由絆愛首先創立的。
4. 1 2  亦稱「魂」或「靈魂」，指虛擬角色幕後扮演者。在Vtuber界是相當敏感的話題，一般會避免提及。
5. ↑  即「覊絆」，指人與人之間不可割裂的連結，見維基詞典 - 絆。
6. ↑  作詞 - Kizuna AI / 作曲・編曲 - TeddyLoid
7. ↑  作詞・作曲・編曲 - 川谷繪音
8. ↑  作詞 - ぽん / 作曲・編曲 - 小島英也
9. ↑  作詞 - Kizuna AI & Q.i (Lyrics support: The Hair Kid) / 作曲 - Moe Shop
10. ↑  作詞 - TORIENA（日语：TORIENA） / 作曲 - Moe Shop
11. ↑  作詞 - Kizuna AI, Selena Higa, TORIENA / 作曲 - DÉ DÉ MOUSE
12. ↑  作詞 - Kizuna AI, Q.i / 作曲 - DÉ DÉ MOUSE

## 外部連結
- （日語） 官方网站